# Antonio Salvaggi
Antonio Salvaggi (Roma, 6 ottobre 1746 – Roma, 26 settembre 1812) è stato un numismatico italiano, esperto in monete pontificie, fra i massimi della sua epoca.

## Biografia
Sacerdote, teologo e bibliofilo, l'abate Salvaggi ebbe la cattedra di Teologia al Pontificio Collegio Inglese e successivamente l'incarico di cappellano di Agostino Chigi.  Si dedicò agli studi numismatici e teologici, approfondendo in maniera particolare i primi esemplari di monete coniati a Roma prima del secolo XI: raccolse rari esemplari di monete pontificie, costituendo un importante museo personale; compilò inoltre un manoscritto, riportato dei maggiori studiosi dell'epoca e ritenuto fondamentale dagli esperti della materia. Nel 1807, come risultato delle sue ricerche, pubblicò a Roma il De Nummo Argenteo S.Zacharie Pont. Max, la cosiddetta proto-moneta, e diversi altri volumi di teologia.
Alla sua morte, il 26 settembre 1812, dispose che il suo museo non fosse suddiviso tra gli eredi, ma conservato o ceduto interamente. Aderendo alle disposizioni testamentarie, gli eredi cedettero l'intera collezione a Federico I di Württemberg, con la mediazione del Cavaliere de Kolb, collezionista e Console del Sovrano a Roma. La collezione fu imballata in casse di legno e spedita alla volta di Ancona per giungere via mare a destinazione, ma durante la navigazione la nave subì il naufragio e la collezione andò dispersa nel mare Adriatico.
Il suo corpo è sepolto nella Chiesa di Sant'Agostino a Roma.
Il 22 luglio 2009 la Giunta Capitolina ha dedicato alla sua memoria un Parco nel IV Municipio.

## Opere
- Realis Christi Praesentiae in Eucharestiae Mysterio (1792)
- De Nummo Argenteo S. Zachariae Pont Max (1807)
- Manoscritto sulle Monete Pontificie, passato al Cav de Kolb e successivamente al Sig. Demetrio Diamilla di Roma